# فرهنگ ریشه‌شناختی زبان فارسی
فرهنگ ریشه‌شناختی زبان فارسی یک فرهنگ لغت اختصاصی برای ریشه‌شناسی زبان فارسی تألیف محمد حسن‌دوست است که در سال ۱۳۹۳ در پنج جلد و از سوی انتشارات فرهنگستان زبان و ادب فارسی چاپ و منتشر شده است. این کتاب در سی‌وسومین دورهٔ جایزهٔ کتاب سال جمهوری اسلامی ایران، در گروه «زبان‌های باستانی»، به‌عنوان اثر برگزیده شناخته شد.
پیشتر، در سال ۱۳۸۳، جلد نخست فرهنگی با همین نام، تألیف حسن‌دوست، شامل حروف «آ - ت»، از سوی فرهنگستان زبان و ادب فارسی منتشر شده بود.

## محتوای کتاب
متن اصلی فرهنگ ریشه‌شناختی زبان فارسی (آ - ی) در جلدهای اول تا چهارم قرار دارد و مشتمل بر ۲۹۵۵ صفحه و حاوی ۵۵۱۴ مدخل است. جلد پنجم ویژهٔ فهرست لغات زبان‌ها و گویش‌هاست.
محتوای پنج جلدِ این فرهنگ شامل مطالب و حروف زیر است:
۱. جلد اول: «آ - ب» (صص ۱–۵۸۵؛ مدخل‌های ۱–۱۰۰۳)، همراه با:
«سخنِ آغازی» (ص [هفت])،
«دیباچه» (صص نُه - پانزده)،
«اختصارات و منابع» (۱. به زبان‌های اروپایی: ص هفده - بیست‌ونه، ۲. به زبان‌های فارسی و عربی: صص سی‌ویک - پنجاه‌ونه)،
«پیوست اول: تحولات تاریخیِ واج‌های زبان فارسی دری» (صص شصت‌ویک - یکصدوبیست‌ونه)،
«فهرستِ ۱: فهرست واج‌های زبان فارسی دری و پیشینهٔ تاریخیِ آنها» (صص یکصدوسی‌ویک - یکصدوچهل‌وچهار)،
«فهرست ۲: فهرست واج‌های زبان ایرانی باستان و تحولات تاریخیِ آنها در زبان فارسی دری» (صص یکصدوچهل‌وپنج - یکصدوشصت)،
«فهرست ۳: فهرست واج‌های زبان فرضیِ هندواروپایی و تحولات تاریخیِ آنها در زبان فارسی دری» (صص یکصدوشصت‌ویک - یکصدوشصت‌وچهار)،
«پیوست دوم: جدول تطبیقیِ واج‌های زبان فرضیِ هندواروپایی و تحولات تاریخیِ آنها در برخی زبان‌های منشعب از هندواروپایی» (صص یکصدوشصت‌وپنج - یکصدونودوچهار)،
«منابعی که [مؤلف] در تهیه و تدوین پیوست دوم از آنها سود برده[است]» (ص یکصدونودوپنج)،
شابک جلد اول: ۱-۲۸-۷۵۳۱-۹۶۴.
۲. جلد دوم: «پ - د» (صص ۵۸۷–۱۴۱۰؛ مدخل‌های ۱۰۰۴–۲۵۱۴؛ شاملِ ۱۵۱۱ مدخل)؛ شابک جلد دوم: ۹-۵۶-۶۱۴۳-۶۰۰-۹۷۸.
۳. جلد سوم: «ر - ق» (صص ۱۴۱۱–۲۰۸۰؛ مدخل‌های ۲۵۱۵–۳۷۷۲؛ شاملِ ۱۲۵۸ مدخل)؛ شابک جلد سوم: ۶-۵۷-۶۱۴۳-۶۰۰-۹۷۸.
۴. جلد چهارم: «ک - ی» (صص ۲۰۸۱–۲۹۵۵؛ مدخل‌های ۳۷۷۳–۵۵۱۴؛ شاملِ ۱۷۴۲ مدخل)؛ شابک جلد چهارم: ۳-۵۸-۶۱۴۳-۶۰۰-۹۷۸.
۵. جلد پنجم: «فهرست لغاتِ زبان‌ها و گویش‌ها» (صص ۵–۱۵۴؛ pp. 1-403؛ pp. III-XII)؛ شابک جلد پنجم: ۰-۵۹-۶۱۴۳-۶۰۰-۹۷۸.